# Johannes Wamberg
Johannes Wamberg (født 26. marts 1991) er en dansk musiker og komponist.
Johannes Wamberg er guitarist, komponist og frontfigur i, hvad der er blevet kaldt en dansk supergruppe, bandet Tabloid. 
Med i bandet spiller nogle af Danmarks fremmeste musikere: producer og pianist, Malthe Rostrup , saxofonist, Oilly Wallace, bassist Jonathan Bremer og trommeslager, Felix Ewert 
Gruppen udgav deres anmelderroste debut Tabloid i 2021 
Tabloid har spillet med Coco O, som backing band, siden 2021 og de har i den forbindelse spillet adskillige koncerter og festivaler.  
Johannes Wamberg har sammen med saxofonisten Oilly Wallace udgivet to anmelderroste album: Easy Living (2016)  og Mosaïque (2020) 

## Diskografi

### Med Oilly Wallace
- Easy Living (2016)
- Mosaïque (2020)

### Med Tabloid
- Tabloid (2021)
- Open Mind (2023)
- Hot Gossip (2025)